# Валларса
Валларса (італ. Vallarsa, вен. Vałarsa) — муніципалітет в Італії, у регіоні Трентіно-Альто-Адідже,  провінція Тренто.
Валларса розташована на відстані близько 450 км на північ від Рима, 32 км на південь від Тренто.
Населення — 1358 осіб (2014).
Щорічний фестиваль відбувається 7 квітня. Покровитель — San Vigilio.

## Демографія
Населення за роками:

Станом на 1 січня 2023 року в муніципалітеті офіційно проживали 42 іноземці з 16 країн, серед них 10 громадян країн Євросоюзу та 3 громадяни України.

## Сусідні муніципалітети
- Ала
- Рекоаро-Терме
- Роверето
- Терраньйоло
- Трамбілено
- Валлі-дель-Пазубіо